# 坂本祐信
坂本 祐信（さかもと ゆうしん、1938年5月 - ）は、日本の元自衛官（航空自衛隊）、最終階級は一等空佐。退官後は軍事研究者。

## 経歴
石川県出身。石川県立大聖寺高等学校を卒業後、1959年（昭和34年）7月、航空自衛隊に入隊する。1964年（昭和39年）3月、防衛大学校を卒業（第8期生）。1976年（昭和51年）7月、航空自衛隊幹部学校指揮幕僚課程を修了。1982年（昭和57年）7月、統合幕僚学校一般課程修了。
統合幕僚会議事務局第3幕僚室勤務を経て、航空自衛隊芦屋救難隊長、百里救難隊長を歴任した。百里救難隊長時代には、1986年（昭和61年）8月5日の豪雨による那珂川氾濫（8.5水害も参照）に際して救難部隊を指揮して水戸市内の孤立者236名を救助した。
1987年（昭和62年）1月、航空幕僚監部調査第2課情報第2班長。1988年（昭和63年）8月、第44警戒群司令。1990年（平成2年）12月、航空支援集団司令部防衛課長。1993年（平成5年）5月に退官した。
1996年（平成8年）10月から2004年（平成16年）4月まで、日米エアフォース友好協会常任理事。
1997年（平成9年）から2011年（平成23年）まで、日本戦略研究フォーラム政策提言委員。2012年（平成24年）から2024年（令和6年）4月まで、公益財団法人偕行社近現代史研究委員会研究員・安全保障研究委員会研究員。
2024年4月から、公益財団法人陸修偕行社近現代史研究委員会研究員。

## 著作

### 著書
- 『山の頂き波の上』（元航空自衛隊救難パイロットの記録）近代文芸社、1995年
- 『近現代日本の軍事史』（全5巻）かや書房
  - 第1巻（国家生存の要・陸海軍の発展） 2012年12月
  - 第2巻（政軍関係混迷の果てに） 2014年5月
  - 第3巻（再出発）2014年11月
  - 第4巻（東西冷戦の狭間で）2012年5月
  - 第5巻（新たな試練） 2015年12月
- 『軍事作戦指揮』22世紀アート　2023年5月

### 論文
- 「行動命令をネガテイブリスト方式で発するための法的環境の整備について」・『ディフェンス（51号）』（2013年10月）公益社団法人隊友会
- 「現行憲法下で軍事裁判制度の導入は本当に不可能なのか」・『偕行（平成28年4月号）』（2016年）公益財団法人偕行社
- 「『自衛隊法』を速やかに抜本改正（分割・再構築）すべきである」・『ディフェンス（55号）』（2017年10月）公益社団法人隊友会